# Roger Rodière
Roger Rodière, né à Montreuil-sur-Mer le 3 octobre 1870 et mort dans la même ville le 14 septembre 1944, est un historien français, membre de la Société des antiquaires de Picardie et fondateur du musée qui porte son nom, le musée d'Art et d'Histoire Roger-Rodière) de Montreuil-sur-Mer (Pas-de-Calais).

## Biographie
Roger Alphonse François Joseph Rodière est né à Montreuil-sur-Mer le 3 octobre 1870 de Jacques François Marie Rodière et Clara Joséphine Sophie Mayeux.
Fils d'un notaire, il hérita d'une fortune qui lui permit de se consacrer essentiellement à l'étude de l'histoire et de l'archéologie. Il en hérita aussi le goût et la méthode pour la recherche.
Pendant soixante ans, il parcourut toute la Picardie historique, en particulier l'arrondissement qui l'avait vu naître.
Il travailla aussi dans les dépôts d'archives publics ou privés, y prit d'innombrables notes et en tira d'innombrables publications.
On a pu résumer sa vie et son travail en disant qu'il fut « un grand laborieux, un historien consciencieux, une âme généreuse, un esprit loyal ».
Ses contributions sont particulièrement significatives en matière d'épigraphie, d'archéologie, d'héraldique, de généalogie et d'architecture, domaines dont il était un spécialiste reconnu.
D'amples publications collectives comme l' Epigraphie du Pas de Calais (8 volumes in 4° publiés par la Commission départementale des Monuments Historiques du Pas de Calais) et La Picardie historique et monumentale (6 tomes in folio publiés par la Société des antiquaires de Picardie) lui doivent des apports importants et essentiels.
Il était inspecteur de la Société française d’Archéologie, vice-président de la Société d’études de la province de Cambrai, membre honoraire de la Société historique de Haute-Picardie, ainsi que membre de la Société des Antiquaires de Picardie, membre titulaire non résidant depuis 1893, puis membre résidant depuis 1941.
Il était également membre de la Commission départementale des Monuments Historiques du Pas de Calais et de la Société d'émulation d'Abbeville.
Après sa mort, survenue à Montreuil-sur-Mer le 14 septembre 1944, sa bibliothèque, la « collection Rodière » fut léguée aux archives départementales du Pas-de-Calais. Elle compte 3 607 numéros d'inventaire, dont 2 687 pour les imprimés et 920 pour les manuscrits, lesquels « forment un précieux ensemble concernant l'histoire régionale, l'archéologie, la généalogie et l'épigraphie du Pas-de-Calais et principalement de la partie picarde de ce département » .

## Principales publications
Roger Rodière est l'auteur de nombreux travaux historiques et généalogiques (au moins 161 publications, dont 151 comme auteur d'après la Bibliothèque nationale de France), au nombre desquels :
- Notes sur quelques cloches anciennes de Picardie et d'Artois, Arras, Imprimerie moderne, 1901, 1 vol. petit in 4°, 78 p. ;
- Les Corps Saints de Montreuil : étude historique sur les trésors des abbayes de Saint-Saulve et de Ste Austreberthe et de la paroisse de Saint-Saulve de Montreuil-sur-Mer, A. Picard, 1901 ;
- Essai sur les prieurés de Beauvais et de Maintenay et leurs chartes: avec : Répertoire des noms de familles contenus dans les chartes des prieurés de Beaurain et de Maintenay, F. Guyot, 1904 ;
- Anciennes familles protestantes du Boulonnais et de la ville de Montreuil, extrait du Bulletin de la Société de l'histoire du protestantisme français, novembre-décembre 1904, Paris, Librairies-imprimeries réunies. Lire en ligne ;
- Les Gouverneurs de Montreuil de la Maison des Essarts de Meigneux ,  Montreuil sur Mer, Delambre, 1906, 1 vol. in 8°, 194 p. (la première des deux parties de ce travail est parue dans la revue Le Cabinet Historique de l'Artois et de la Picardie) ;
- La famille de Heghes et le roman de mademoiselle du Hamelet, Vannes, Lafolye, 1908, 1 vol. in 12°, 44 p. (tiré à part de l'Annuaire du Conseil Héraldique de France, 1908) ;
- (avec C. de La Charie) Archives de la famille de Beaulaincourt,  Lille, Lefebvre-Ducrocq & Hue-Thuet, 1911-1914, 2 vol. in 8°, VIII+1258 pp., (ce travail forme les tomes 2 & 3 des Annales de la Société d'Études de la Province de Cambrai) . Lire en ligne ;
- Le clocher de Saint-Saulve de Montreuil, Arras : Imprimerie Répessé, Cassel et Cie, 1913. Accessible en texte intégral sur LillOnum ;
- Épitaphier de Picardie, Amiens, Yvert & Tellier ; Paris, A. Picard, 1925. 1 vol. in 4° X+644 pp.. Cet ouvrage forme le tome 21 des Mémoires in 4° de la Société des Antiquaires de Picardie. Lire en ligne ;
- Les vieux Manoirs du Boulonnais, Pont de Briques, Commission Départementale des Monuments Historiques du Pas de Calais, 1925, 1 vol. in 4°, 193 p., 180 pl. hors texte (photographies par James Gates). (lire en ligne ; consulter sur LillOnum le volume de planches hors texte). Cet ouvrage tiré à 200 exemplaires, tous vendus par souscription, était déjà devenu rare du vivant de l'auteur, qui en envisageait lui-même, à la fin de sa vie, une réédition augmentée. Il a été reprinté en 1979 et vient d'être réédité, sous une forme beaucoup plus développée, par M. Michel Parenty. Cette nouvelle édition a été imprimée au format grand in 4°, en trois parties avec une seule pagination et de très nombreuses illustrations in texte, certaines en couleur. Parue en 2013, la première partie comporte les pages 1 à 360. Parue en 2014, la deuxième partie comporte les pages 361 à 720. La troisième et dernière partie, comportant les pages 721 à 1032, est  parue fin 2016.
- Une des dernières forteresses féodales du Nord de la France, Olhain. Arras, Commission Départementale des Monuments Historiques du Pas de Calais, 1926, 1 vol. grand in 8°, 42 p. Ill. Accessible en texte intégral sur LillOnum ;
- (Avec Abel Pentel) Notice sur le château fort de Fressin, Bruay en Artois, Dambrine, 1926, 1 fasc. in 8°, 20 p. Ill. ;
- Epitaphier et Nécrologe du vieil Abbeville, Abbeville, Paillart, 1927, 1 vol. in 8°, 316 p.. Cet ouvrage forme, en grande partie, le tome 26 des Mémoires in 8° de la Société d'Emulation d'Abbeville, lire en ligne ;
- (avec Eugène Vallée) La Maison de Moÿ , Le Mans, Le Breton, 1928, 3 vol. grand in 8°, XXIX+321-351-348 pp.. Ill. ;
- Quelques souvenirs de la famille de Hédouville, Soissons, d'Arcosse, 1932, 1 vol. in 8°, 38 p. Ill.. Tiré à part du Bulletin de la Société Historique de Haute Picardie, tome X, lire en ligne ;
- La Picardie Historique et Monumentale, suite ; Le Pays de Montreuil, Amiens, Société des Antiquaires de Picardie & Yvert ; Paris, Picard, 1933, 1 vol. in 4°, V+460 pp.. 52 planches hors texte en phototypie et 36 illustrations in texte. Accessible en texte intégral sur LillOnum ;
- Les Pierres tombales de l'église d'Airaines, Bulletin de la Société des Antiquaires de Picardie, 2e trimestre 1933, p. 121-158 ;
- Généalogie de la Famille de Hédouville, Laval, Barnéoud, 1934, 1 vol. in 8°, 148 p. ;
- (avec Pierre Héliot) Les Églises de Fressin et de Merck-Saint-Lièvin et l'architecture flamboyante dans la région picarde, Bulletin de la Société d'études de la province de Cambrai, 1935, p. 35 à 77 ;
- De l'utilité du blason pour dater les églises, Laval : Imp. Barnéoud, 1935. Accessible en texte intégral sur LillOnum ;
- Notes archéologiques sur quelques églises de la Flandre maritime, in Bulletin de la Société d'Etudes de la Province de Cambrai, 1936, p. 5 à 75 ;
- Statistique féodale du Baillage de Rue. Paru dans le Bulletin de la Société d'Emulation d'Abbeville, tomes 16 et 17, de 1936 à 1941 ;
- Généalogie de la Famille Pelet ou Pellet, en Artois et en Ponthieu, in Bulletin de la Société d'Études de la Province de Cambrai, 1938, p. 1 à 52 ;
- (avec Philippe des Forts) La Picardie Historique et Monumentale, suite, Le Pays du Vimeu, Amiens, Société des Antiquaires de Picardie & Yvert ; Paris, Picard, 1938-1940, 1 vol. in 4°, X+614 pp., 55 planches hors texte et 24 illustrations dans le texte. Cet ouvrage a paru avec une seule pagination, en trois fascicules, imprimés en 1938, 1939 et 1940, lire en ligne ;
- Les Écussons des églises de Bezencourt (commune de Tronchoy) de la Boissière et de Miannay, Bulletin de la Société des Antiquaires de Picardie, 4e trim. 1942, p. 383 à 391.
- La Famille de Boufflers en Cambrésis, Lille, Société d'Études de la Province de Cambrai, 1943, in 8°, 42 p.
- (avec Théodore Leuridan) Épigraphie ou Recueil des inscriptions du département du Nord ou du diocèse de Cambrai, Fontenay le comte, éditions Lussaud frères, 1948.

## Pour approfondir